# Diaethria candrenoides
Diaethria candrenoides är en fjärilsart som beskrevs av Charles Oberthür 1916. Diaethria candrenoides ingår i släktet Diaethria och familjen praktfjärilar. Inga underarter finns listade i Catalogue of Life.